# شراب تقویت‌شده

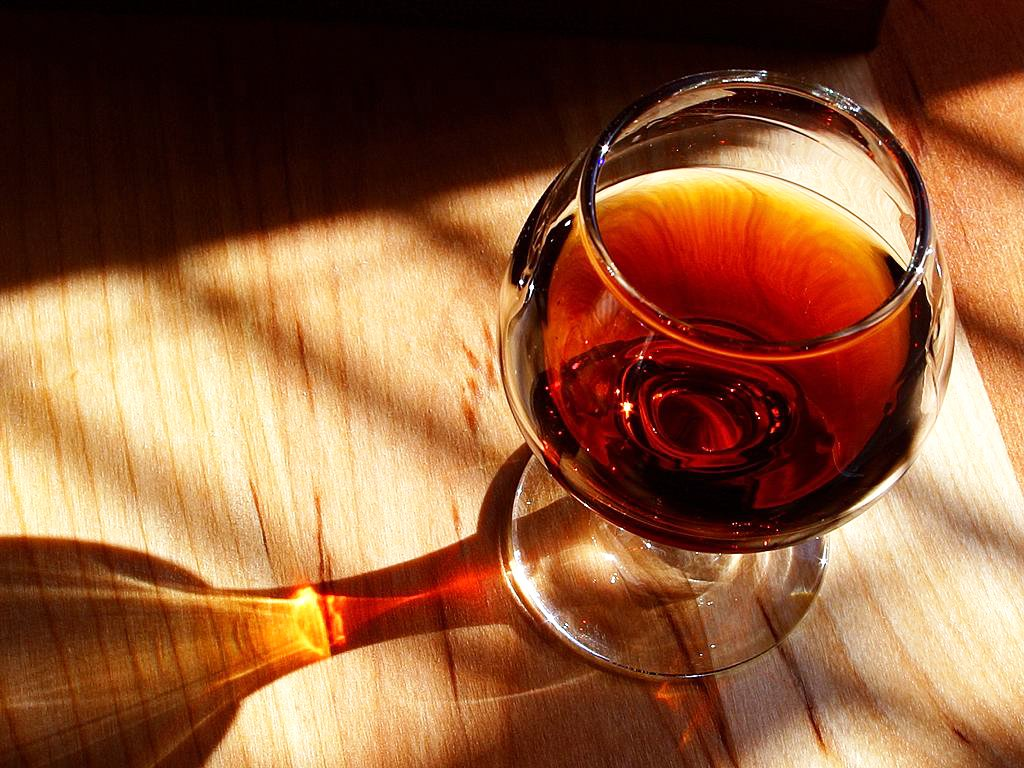
یک لیوان شراب غنی شده

شراب تقویت‌شده نوعی شراب است که پس از پایان تخمیر و آماده شدن، به آن الکل افزوده‌اند تا درجه الکلی آن بالاتر رود و به اصطلاح «گیراتر» شود. درجه الکلی چنین شراب‌هایی معمولاً ۲۰ تا ۲۵ درصد است. یا گاهی مخمر تقویت شده تا بتواند الکل بیشتری تولید کند و در محیطی با درصد الکل بالاتر فعالیت کند